# Ophonus brevicollis
Ophonus brevicollis es una especie de escarabajo terrestre de la subfamilia Harpalinae, género Ophonus y subgénero Ophonus (Metophonus).
Se encuentra en Bulgaria, España, Hungría, Croacia, Francia, Alemania, Grecia, Turquía, Italia, Polonia y Eslovenia.